# Félix Verdeja Bardales

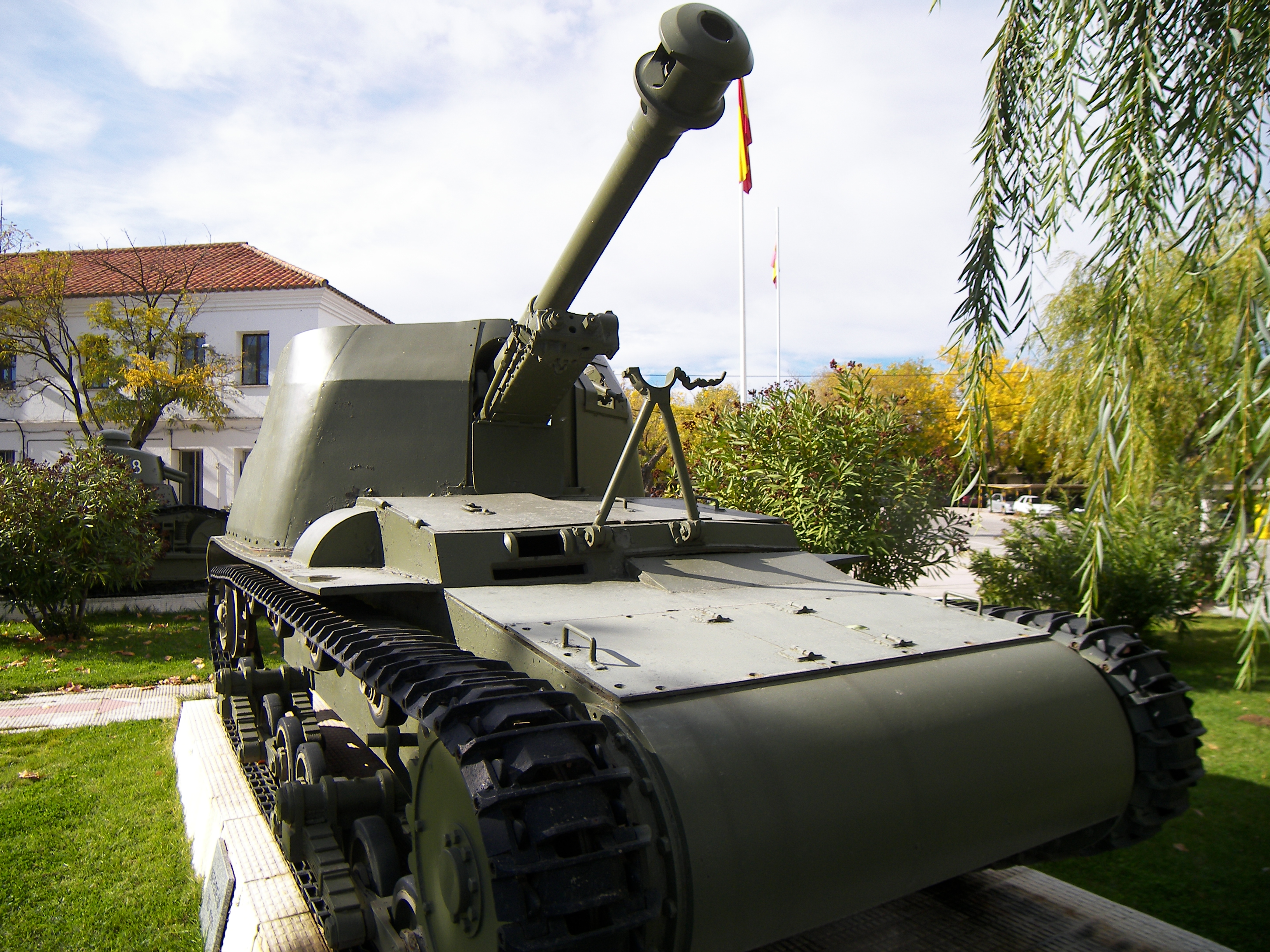
Cañón Autopropulsado Verdeja 75/40 mm / El Goloso, Madrid

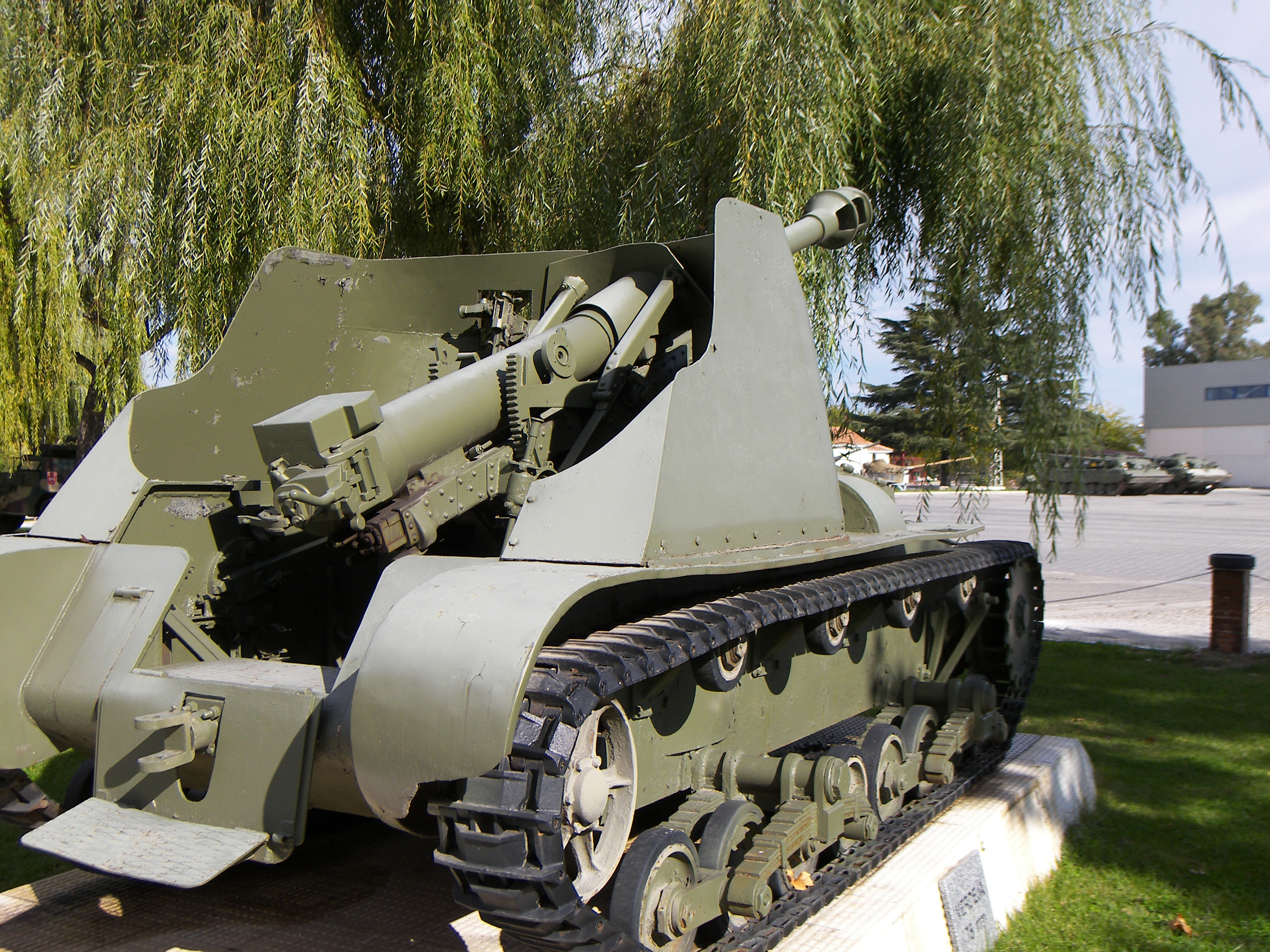
Vista trasera Verdeja ATP 75/40 mm

Félix Verdeja Bardales (Panes, en Peñamellera Baja, Asturias, 10 de abril de 1904 - Santander, 20 de mayo de 1977) fue un teniente coronel del Ejército español. Fue el principal diseñador del tanque ligero Verdeja, entre 1938 y 1945.

## Biografía
Félix Verdeja Bardales ingresó con 17 años en la Academia de Artillería. El 1 de diciembre de 1926 fue promovido al empleo de teniente, siendo destinado al 7.º Regimiento Ligero de Artillería de guarnición en Mataró. Un año después se incorporó en la Agrupación de Campaña en Larache, en el antiguo Protectorado Español en Marruecos , donde permaneció hasta febrero de 1928, mes en el que pasó a prestar sus servicios en la Comandancia de Artillería de Melilla. Fue allí donde comenzó a desarrollar su afición por la locomoción, al ser destinado en 1929 al Taller de Reparaciones de Automóviles del Parque de Automovilismo.
La proclamación de la Segunda República le sorprendió allí, decidiendo entonces, a tenor del Decreto de 25 de abril de 1931, pasar voluntariamente a la situación de retiro, y se trasladó a Madrid. Allí se encontraba el 18 de julio de 1936, y deseando pasarse al bando nacionalista o "rebelde", se ocultó, para posteriormente con pasaporte falso, huir a través de Francia, Italia y Alemania, volver a España.
Se le asignó mando en la Academia de Artillería de Segovia, donde permaneció como capitán habilitado desde el 12 de diciembre de 1936 hasta el 31 de agosto de 1937, fecha en que el general de división Luis Orgaz Yoldi, director general de Movilización, Instrucción y Recuperación, le propuso para ser destinado a los talleres del Batallón de Carros de Combate. Al mando de la Compañía de Talleres, siguió a su batallón por los frentes de Guadalajara y Teruel. La Orden de 25 de mayo de 1938 produjo una reorganización de las unidades de carros, pasando a La Legión, donde continuó en el mismo cometido, llegando a tomar parte en la ofensiva de Levante y en la Batalla del Ebro.
Estabilizados los frentes y concentrado con la Bandera de Carros de la Legión en Cariñena, inició la construcción de un prototipo de carro de combate de su invención. Siendo una persona de una gran inteligencia e ingenio, supo aprovechar la experiencia obtenida de los carros de combate alemanes y rusos con los que había trabajado.
El 10 de enero de 1939 se efectuaron en Zaragoza las pruebas del prototipo ante la comisión presidida por el general Orgaz con resultado favorable, y diez días después ante el general Franco con idéntico resultado, lo que motivó su destino a Bilbao, "con la orden de proyectar y construir un nuevo modelo de carro con las características acordadas por la Comisión dictaminadora de las pruebas".
Finalizada la guerra, fue designado el 21 de mayo de 1939 para formar parte de la comisión que, dirigida por el general Antonio Aranda Mata, marchó a Alemania al objeto de visitar las fábricas Krupp, Rheinmetall y la zona fabril de Essen, así como las Escuelas de Artillería, Infantería y Carros de Combate. El original y las fotografías de la memoria de dicho viaje, redactada por el coronel de infantería Nemesio Berrueco Pérez, se encuentran en el archivo del general José Enrique Varela Iglesias.
A su regreso, tras ser ascendido a su empleo efectivo de capitán, y con su proyecto, pasó a prestar servicio en la Dirección General de Industria y Material de Guerra en Madrid, donde el 28 de junio de 1940 fue promovido en propuesta extraordinaria a comandante, siendo confirmado en su puesto.
Después de muchos problemas de índole económica y otras vicisitudes, el comandante Verdeja y su equipo pudieron terminar la construcción del nuevo prototipo en un local de la Maestranza de Artillería de Madrid. Tras las primeras pruebas comparativas con un carro ruso T-26 B en agosto de 1940 y el consiguiente perfeccionamiento de las deficiencias encontradas, se realizó otra segunda en noviembre del mismo año, resultando ganador por un sistema de puntuación el carro Verdeja.
Tras ello se fijó un programa y presupuesto para la construcción de 1000 unidades del carro Verdeja n.º 2. Según se desprende de la hoja de servicios de Verdeja, el 11 de agosto de 1941 se le designó para formar parte de la junta de "una compañía anónima de carácter mixto que ha de dedicarse a la construcción de carros de combate y tractores", aprobada por Ley de 23 de junio de ese mismo año.
A partir de estos momentos, comenzó una larga sucesión de hechos que, por falta de apoyos económicos, resultaron en sucesivos aplazamientos, con la consecuencia de caer en el olvido dicho proyecto, aunque el comandante Verdeja lo había actualizado con las enseñanzas adquiridas de la II Guerra Mundial y los informes recibidos sobre carros de la División Azul, así como el diseño de un prototipo de cañón autopropulsado de 75/40 mm.
El comandante Verdeja pasó en octubre de 1942 a ser profesor de la Escuela Politécnica del Ejército, y le fue concedida la Cruz del Mérito Militar de 2.ª clase con distintivo blanco (Orden del Mérito Militar) pensionada, como autor de dicho proyecto. En julio de 1943 ingresó en el recién creado Cuerpo de Ingenieros y Construcción del Ejército (Rama de Armamento).  Suponemos que seguramente bastante desilusionado por la falta de ejecución de su proyecto, optó en noviembre de 1949 por pasar a la situación de disponible voluntario y en febrero de 1953 a la de supernumerario. El 28 de marzo de 1957 ascendió al empleo de teniente coronel y fue destinado con carácter forzoso a la Fábrica de armas de Trubia, pero tras unos meses de licencia por asuntos propios, solicitó el pase a la situación de retirado, siéndole concedida el 20 de marzo de 1958.
Falleció en Santander el 20 de mayo de 1977 a los 73 años de edad.